# Pecorino romano
‌
Pour les articles homonymes, voir Pecorino (fromage).
Le pecorino romano est un fromage traditionnel à base de lait entier de brebis, à pâte pressée cuite, provenant principalement de la région italienne du Latium ou de la province de Grosseto en Toscane.
Depuis le 12 juin 1996, la dénomination « Pecorino Romano » est protégée au niveau européen par une appellation d'origine protégée (AOP).
Sa meilleure période de consommation s'étend de mai à septembre.

## Description
De forme cylindrique à faces planes, il a un diamètre qui varie de 25 à 35 cm et une hauteur comprise entre 25 et 40 cm. Selon la meule, son poids est compris entre 25 et 35 kg. La croûte fine est de couleur paille naturelle tandis que sa pâte de couleur crème, peu granuleuse, a un goût légèrement piquant et plus corsé lorsque l'affinage est avancé. Son arôme est aussi caractéristique.
Il est obtenu par emprésurage (au coagulant d'agneau) du lait provenant exclusivement d’animaux élevés dans la même zone de production.  
Pour le fromage de table, l'affinage se déroule sur cinq mois au moins, et sur huit mois minimum pour le fromage à râper.

## Tradition
Au printemps à Rome, lors d'un repas en ville ou d'un pique-nique dans la campagne romaine, il est de tradition de terminer son repas par un pecorino accompagné de nombreuses poignées de fèves. De grandes quantités de pecorino et de fèves sont ainsi consommées durant la fête du Travail notamment dans les communes de Nazzano, Tivoli et Filacciano.

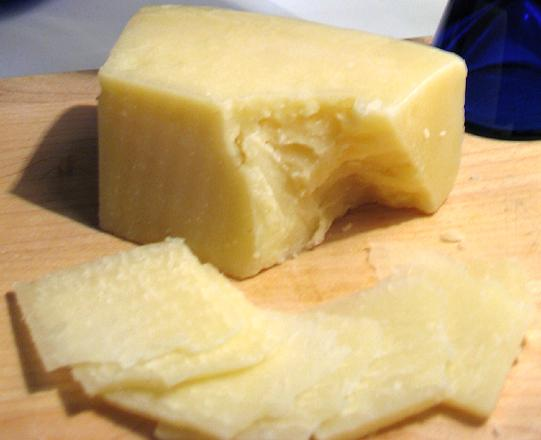
Pecorino Romano.
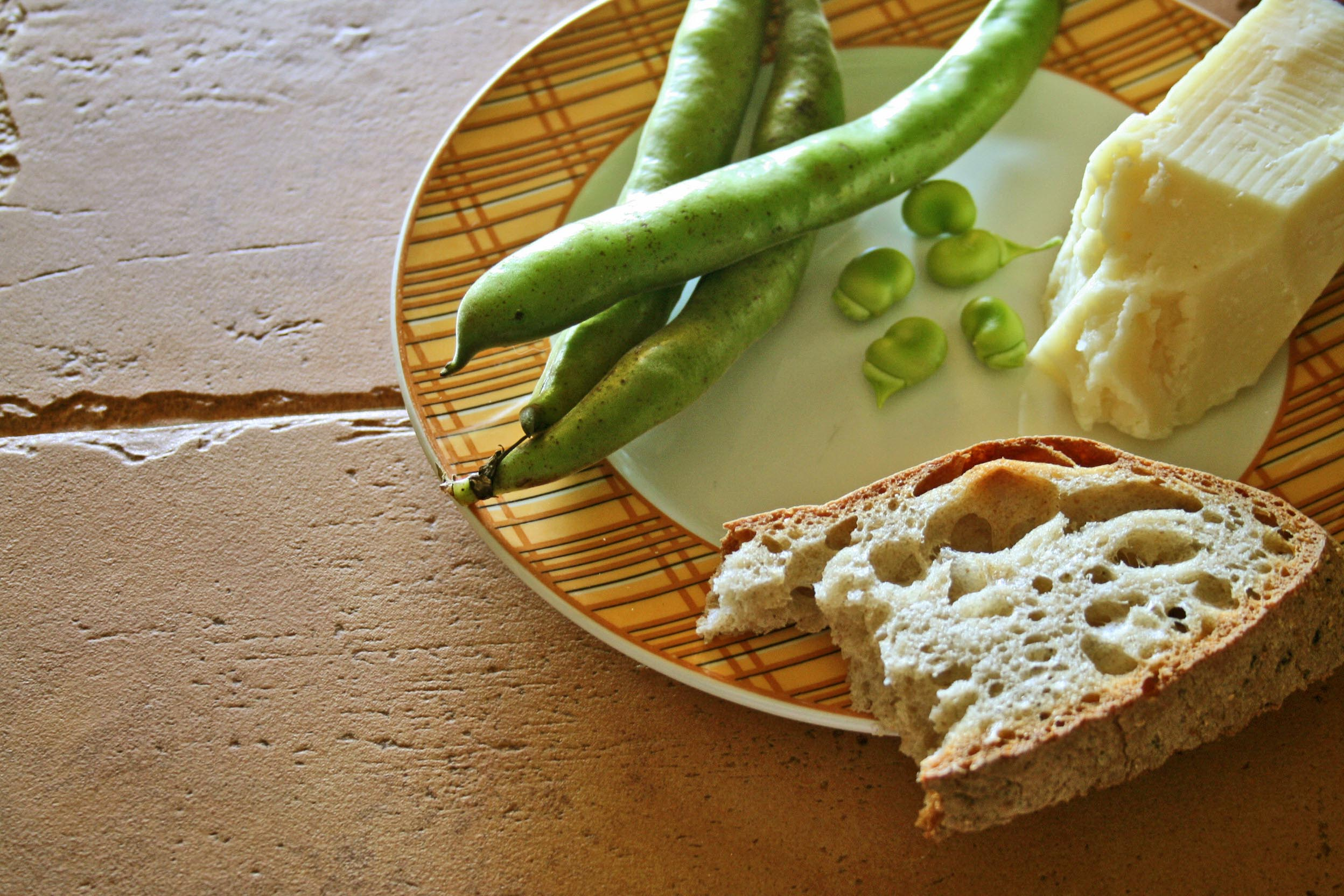
Pecorino et fèves.
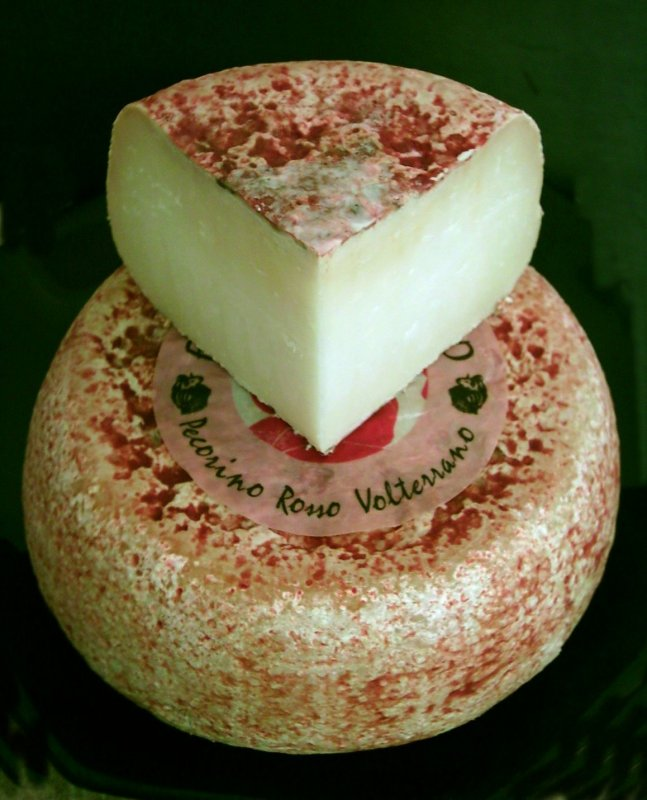
Pecorino rosso volterrano.